# 겐나디 짓코

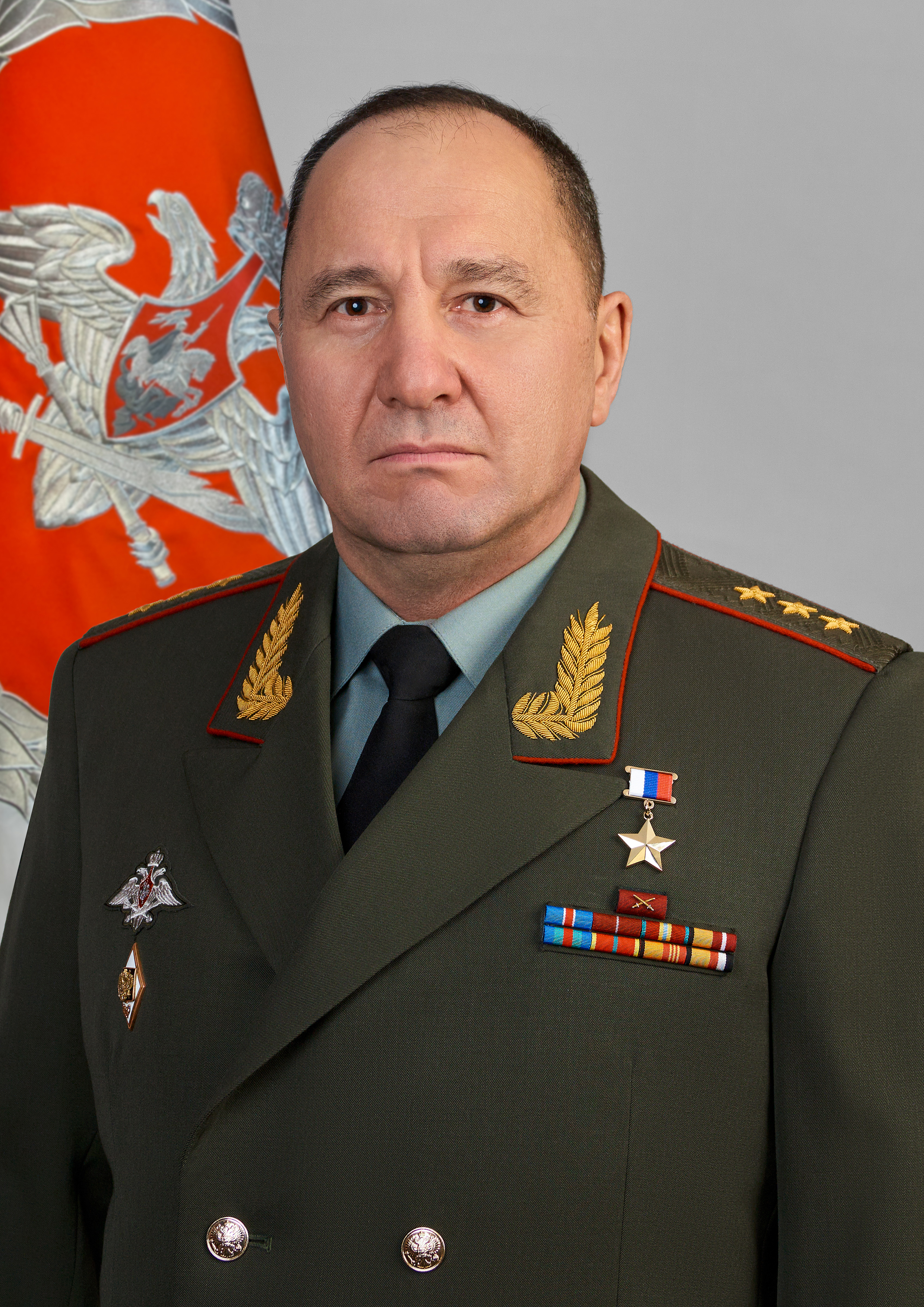
겐나디 짓코

겐나디 발레리예비치 짓코(러시아어: Геннадий Валериевич Жидко, 1965년 9월 12일~2023년 8월 16일)는 러시아의 군인으로 러시아 연방군 상장이다.
짓코는 2017년에 시리아에 배치된 러시아군에서 참모장으로 복무한 공로로 러시아 연방영웅 칭호를 받았다. 이 임무에 따라 짓코는 동부군관구를 지휘하고 러시아군 주군사정치부를 이끌었다. 2022년 5월 말, 짓코는 2022년 러시아가 우크라이나를 침공하는 동안 러시아군을 지휘하여 알렉산드르 드보르니코프 대장을 대체한 것으로 전해졌다. 2022년 10월 8일, 짓코를 대신해 러시아 항공우주군 총사령관 세르게이 수로비킨 대장이 우크라이나 내 러시아군의 새로운 총사령관에 임명되었다.